# Sicilijanska večernja
Sicilijanska večernja je naziv za pobunu na Siciliji 1282. godine protiv kralja Karla I. Anžuvinca, koji je preuzeo Siciliju uz papinu podršku 1266. godine. Tom pobunom započeo je Rat sicilijanske večernje. Pobuna se naziva "večernja" jer je počela tijekom večernje službe na uskrsni ponedjeljak. Na tisuće Francuza je pobijeno u ovoj pobuni
Uzroci pobune su sukobi Svetog Rimskog Carstva, tj. Hoenštaufovaca (njem. Hohenstaufen) i pape oko kontrole nad Italijom. Kada je poražen 1266. zadnji Hoenštaufovac, Manfred Sicilijanski, papa Klement IV. je okrunio Karla I. Anžuvinca kao kralja Sicilije.
Dolaskom Anžuvinaca Sicilijom upravljaju Francuzi navlačeći gnjev Sicilijanaca. Karlo I. Anžuvinac je smatrao kraljevstvo Siciliju odskočnom daskom za šire ambicije osvajanja mediteranskih područja. Prvenstveno je htio svrgnuti bizantskog cara Mihaela VIII. Paleologa. Karlo I. Anžuvinac je doveo sa sobom Francuze kako bi upravljali Sicilijom. Oni su se loše ponašali prema domaćem stanovništvu. Nekažnjeno su pljačkali, ubijali i silovali.

## Dvije verzije početka pobune
Po jednoj verziji pobunu su potakli bizantski car Mihael VIII. Paleolog i aragonski kralj Pedro III. Aragonski, koji je bio Manfredov zet. Po drugoj interpretaciji uzroci pobune leže u nepopularnosti Anžuvinaca i Francuza na Siciliji.
Postoji i nekoliko verzija samih događaja, kojima započinje pobuna. Po dvije relativno različite verzije Francuzi su se u crkvi baš na uskrsni ponedjeljak nepristojno ponašali prema sicilijanskim ženama. Zbog toga je počeo napad na nepristojne Francuze. Branili su ih ostali Francuzi, ali su i oni nastradali. Iz crkve se pobuna i ubijanje Francuza širi po cijeloj Siciliji.
Prema jednoj legendi pobuna je započela kada je sicilijanska žena krenula u crkvu tražiti svoju kćer, koja se u crkvi molila. Našla je kćer, koju je silovao francuski vojnik, pa je na to majka izletila na ulicu i vikala: Ma fia! Ma fia! (što na talijanskom znači moja kćer, moja kćer). Jedni tvrde da odatle dolazi riječ mafija, a drugi da je to samo narodna legenda.

## Posljedice
Koristeći pobunu protiv Anžuvinaca, kralj Pedro III. Aragonski je izvršio invaziju i postao kralj Sicilije. Karlo I. Anžuvinac je zadržao kontrolu nad Napuljskim kraljevstvom do svoje smrti 1285. godine. Njegovi nasljednici vladaju Napuljem do 1442.

## Vanjske poveznice
Sestrinski projekti
|  | Zajednički poslužitelj ima još gradiva o temi Sicilijanska večernja |